# Camillo Mercalli
Pour les articles homonymes, voir Mercalli.
Camillo Mercalli (Savone, 18 juillet 1882 - Turin, 13 novembre 1974) était un général italien, vétéran multi-décoré de la guerre italo-turque, où il a été décoré de la médaille de bronze de la valeur militaire, et de la Première Guerre mondiale, où il a reçu la croix de guerre de la valeur militaire. Pendant la Seconde Guerre mondiale, il est commandant du IVe corps d'armée sur le front occidental, puis pendant la campagne de Grèce, et entre 1941 et 1942, il est commandant supérieur des F.F.A. d'Albanie, puis commandant du XXXIe corps d'armée avec son quartier général à Soveria Mannelli. Décoré de deux médailles d'argent de la valeur militaire et de la croix d'officier de l'ordre militaire de Savoie.

## Biographie
Né à Savone le 18 juillet 1882, fils d'Antonio et Gabriella Marchesi Massimino, il s'est engagé dans le Regio Esercito et a participé à la guerre italo-turque, où il a été décoré de la médaille de bronze de la valeur militaire pour s'être distingué lors de la bataille de Psithos, dans l'île de Rhodes, le 16 mai 1912. Il a également combattu pendant la Première Guerre mondiale et a été décoré de la croix de guerre de la valeur militaire.
Entre 1919 et 1923, il est instructeur de tactique à l'école de guerre de l'armée à Turin. Le 5 septembre 1934, il est promu au rang de général de brigade et devient commandant de la brigade d'infanterie "Superga". En 1937, il devient chef d'état-major de la 1re division d'infanterie "Superga", et est promu au rang de général de division (generale di divisione) le 1er juillet de la même année.
En 1938, il prend le commandement de la 26e division d'infanterie " Assietta ".
Le 21 décembre 1939, il prend le commandement du IVe corps d'armée, étant promu général de corps d'armée (generale di corpo d'armata) le 1er janvier 1940. Il est à la tête du IVe corps d'armée, encadré dans la 4e armée du général Alfredo Guzzoni, lorsque l'Italie entre dans la Seconde Guerre mondiale. Il participe à la campagne contre la France, puis à la guerre contre la Grèce. Remplacé par le général Carlo Spatocco, il occupe, entre le 29 novembre 1941 et le 30 septembre 1942, le poste de commandant supérieur des forces armées italiennes (Forze armate italiane, - FF.AA.) d'Albanie, dont le quartier général est à Tirana. À partir du 1er octobre 1942, il est remplacé par le général Lorenzo Dalmazzo et retourne dans sa patrie, pour assumer, en décembre de la même année, le poste de commandant du XXXIe corps d'armée avec commandement à Soveria Mannelli, opérant au sein de la 7e armée du général Mario Arisio. Le 5 septembre, il étudie une contre-attaque afin de repousser les forces alliées qui ont débarqué en Calabre, et de maintenir fiscalement la possession de l'Aspromonte, mais la tentative échoue en raison de l'ordre donné par le Generalfeldmarschall (maréchal) Albert Kesselring à la 15. Panzergrenadier-Division de se replier sur Castrovillari afin de contrer un débarquement allié redouté dans le golfe de Tarente.
À partir de décembre 1943, il devient président du Tribunal militaire suprême pour les terres libérées, et à partir de juillet 1944, il est détaché au ministère de la Guerre, où il reste jusqu'au 18 juillet 1955, date de son congé définitif.
Il est décédé le 13 novembre 1974 à Turin.

## Décorations
- Officier de l'ordre militaire de Savoie - arrêté royal du 6 janvier 1941[7]

- Médaille d'argent de la valeur militaire

- Commandant d'un corps d'armée dans une période d'opérations particulièrement malheureuse, confronté à l'effondrement soudain d'une section très délicate du front de bataille pendant la nuit, en raison d'un terrain montagneux presque infranchissable, sous la tempête de neige qui fait rage, il se précipite sur les lignes de front, où, Malgré la pression de l'ennemi et la situation précipitée, avec un grand mépris du danger et une pleine sérénité d'esprit, il a rapidement donné les ordres nécessaires, faisant revivre les commandants dépendants et ne quittant la zone que le lendemain, lorsque la situation s'était complètement rétablie. Ciaf et Bubesit (front gréco-albanais), 17 janvier 1941.
- Médaille d'argent de la valeur militaire

- En tant que commandant du 4e corps d'armée sur le front gréco-albanais, il en a fait une barrière de fer contre laquelle les coups les plus sanglants de l'ennemi et ses objectifs les plus ambitieux ont été brisés aux heures les plus graves de la campagne. Dans les phases de la reprise de l'offensive et de l'avancée finale victorieuse, il a dirigé ses troupes avec l'ardeur et la ténacité d'un chef vaillant, imposant d'abord à l'ennemi notre volonté résolue de victoire, puis écrasant et annihilant ses défenses désespérées. Front gréco-albanais, 3 janvier, 23 avril 1941.
- Médaille de bronze de la valeur militaire

- Attaché au commandement de la brigade, il s'est comporté de façon louable, portant des ordres et des avertissements et contribuant à l'action des éclaireurs dans un terrain battu par le feu ennemi. Psitos, 16 mai 1912.
- Croix de guerre de la valeur militaire
- Commandeur de l'ordre de la Couronne d'Italie - décret royal du 19 décembre 1940[8]
- Commandeur de l'ordre des Saints-Maurice-et-Lazare - arrêté royal du 19 décembre 1940[9]

## Source
- (it) Cet article est partiellement ou en totalité issu de l’article de Wikipédia en italien intitulé « Camillo Mercalli » (voir la liste des auteurs).